# Prosopocera escalerai
Prosopocera escalerai är en skalbaggsart som beskrevs av Báguena 1952. Prosopocera escalerai ingår i släktet Prosopocera och familjen långhorningar. Inga underarter finns listade i Catalogue of Life.